# Le tournoi dans la cité
Le Tournoi dans la cité è un film muto diretto in Francia nel 1928 da Jean Renoir.

## Trama
1565. In Francia regna il giovane re Carlo IX e sua madre  Caterina de' Medici. I reali sono in visita nel sud del paese per tentare di sedare i conflitti di carattere religioso che hanno insanguinato la regione. Un decreto vieta i duelli, causa dei molti lutti che hanno decimato le famiglie di diversa religione.
La regina Caterina promette in sposa al nobile François, esponente dell'illustre famiglia ugonotta De Baynes, di cui soltanto il giovane François e la madre sono scampati ai violenti scontri, la bella Isabelle Ginori, appartenente a una famiglia cattolica. La ragazza però è già segretamente fidanzata con un gentiluomo cattolico, Henri de Rogier, che ha deciso di opporsi con tutte le sue forze al progetto della regina.
François de Baynes, innamoratosi della ragazza e ben deciso a difendere il proprio diritto, organizza una festa di fidanzamento nel suo castello. Alla festa è presente anche Henri, che viene ferito al braccio in uno scontro con gli armigeri. Per i festeggiamenti è  indetto un torneo cui presenzieranno i sovrani. Caterina decide allora che a sposare Isabella sarà il vincitore del torneo.
Nel torneo si affrontano i due pretendenti. François ha la meglio sul rivale che combatte ferito, ma la sua amante, Lucrezia Pazzi, per gelosia lo denuncia dell'assassinio in duello del conte Ginori, padre di Isabella. I soldati irrompono sul campo per arrestarlo. Lui resiste strenuamente con le sue armi fino alla morte. La madre porge il saluto estremo all'unico figlio che le era rimasto.

## Produzione
Il film fu prodotto da la Société des Films Historiques (Henry Dupuy-Mazuel) e distribuito da
Jean de Merly et Fernand Weil.

### Soggetto
Il soggetto è tratto da un racconto di H.Dupuy-Mazuel.

### Riprese
La lavorazione del film avvenne durante l'estate e l'autunno del 1928, in occasione dei festeggiamenti del bi-millenario della città medievale di Carcassonne. Gli interni furono girati negli studi di Saint-Maurice e gli esterni nella città: la sua cinta di mura, il castello, la cattedrale Saint Nazaire.
Consulente tecnico fu il colonnello Wemaere per il Cadre noir di Saumur (scuola di cavalleria).
Nel cast è presente, nel ruolo del protagonista, François de Baynes, Aldo Nadi, campione del mondo di fioretto: la sua presenza conferisce spettacolarità e verosimiglianza alle sequenze del duello.

### Scenografie
Il film si avvale di una fastosa messa in scena: splendidi costumi, meravigliose armature, centinaia di comparse, l'intervento della famosa scuola di cavalleria di Saumur. 
Si possono  scorgere inoltre riferimenti figurativi a quadri fiamminghi e opere pittoriche del diciassettesimo e diciottesimo secolo.

### Prima
Le prime proiezioni pubbliche si ebbero nel dicembre  1928, Agora, Bruxelles; il 9 febbraio 1929 fu proiettato a Parigi.(De Vincenti, p. 337)

## Critica
Scrive André Bazin:
Dello stile: "realismo" e "psicologia":
«Quanto allo stile si scopre una volontà di realismo e di approfondimento psicologico poco comune per il genere. Il personaggio ambiguo di François de Baynes è approfondito in modo particolare. La mescolanza di vizio, di perfidia e di virtù della nobiltà è sottolineata in modo molto interessante e in occasione della sua morte parteggiamo con lui sul piano morale».
Del realismo: "violenza" e "elementi popolari":
«Da numerosi dettagli emerge la volontà di sottolineare la violenza e la crudeltà dell'epoca (ad esempio, il sangue sulla spada asciugata dai capelli di Lucrezia[...] appaiono numerosi elementi della vita popolare sotto il cerimoniale militare (ad esempio, giudici popolari mantengono l'ordine, i borghesi compaiono con i propri equipaggiamenti militari, il capitano du Guet è sorpreso dalla denuncia di Lucrezia col berretto e la camicia da notte)»

## Tecnica cinematografica
Renoir stesso racconta l'espediente tecnico utilizzato per riprendere, nella scena della cena al castello di François de Baynes,  i commensali e le stoviglie in un'unica inquadratura: la cinepresa fu collocata su un ponte mobile montato su quattro ruote di bicicletta. La soluzione ribadisce e conferma interesse del regista per la sperimentazione e la sua propensione a ridurre il numero di tagli di montaggio.
Si riconoscono anche “preziosismi nella scelta dell'angolo di ripresa” concentrate nelle scene del torneo ma presenti  e sparse un po' in tutto il film.
Continua l' “accurato lavoro svolto da Renoir nell'uso della ‘'pancromatica'’ inaugurato con La piccola fiammiferaia”.

## Copia film
Dopo l'incendio alla Cinémathèque Française, nel 1959, erano rimasti del film solo una trentina di minuti. Negli anni settanta fu ritrovata una copia completa dell'opera che è stata poi restaurata dal Service des Archives du Film di Bois-d'Arcy. (De Vincenti, p. 66)